# (38845) 2000 SL59
2000 SL59 (asteroide 38845) é um asteroide da cintura principal. Possui uma excentricidade de 0.19227250 e uma inclinação de 2.16896º.
Este asteroide foi descoberto no dia 24 de setembro de 2000 por LINEAR em Socorro.